# Эффект второй системы
Эффект второй системы (также синдром второй системы) — тенденция того, что на смену маленьким, элегантным и успешным системам приходят раздутые системы с овер-инжинирингом, вследствие завышенных ожиданий и чрезмерной уверенности в необходимости изменений.
Выражение впервые было использовано Фредериком Бруксом в его книге Мифический человеко-месяц. Он описывал усовершенствования и «украшательства», появившиеся в результате скачка от набора простых операционных систем для IBM 700/7000 к OS/360 для IBM System/360. В книге The Art of Unix Programming Эрик Рэймонд описывает вероятность эффекта третьей системы, облегчённой после неудачи второй.